# Atentado ao USS Cole
O Atentado ao USS Cole foi um ataque suicida feito contra o destroyer USS Cole (DDG 67) da Marinha dos Estados Unidos em 12 de outubro de 2000, enquanto este estava reabastecendo no porto de Áden, no Iêmen. Cerca de 17 marinheiros americanos foram mortos e outros 39 ficaram feridos.
O grupo terrorista islâmico al-Qaeda assumiu a autoria do ataque. A resposta da Administração Clinton foi considerada tímida, com pouca ação militar direcionada contra os responsáveis.

## O ataque

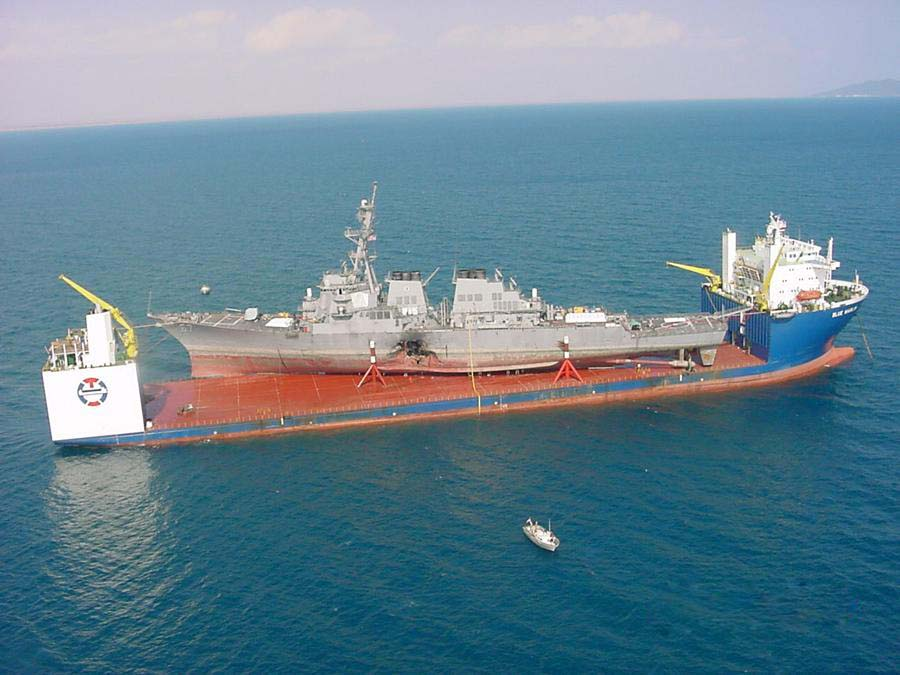
O MV Blue Marlin transportando o Cole para a sua base em Pascagoula.

Em 12 de outubro de 2000, Cole sob o comando do comandante Kirk Lippold entrou no porto de Áden para uma parada de reabastecimento de rotina. Estava permanentemente atracado às 09h30. O reabastecimento começou às 10h30. Por volta das 11h18 (UTC: 08h18), um pequeno barco se aproximou do lado do porto do contratorpedeiro. Alguns segundos depois, uma grande explosão foi ouvida do porto que causou uma incisão no casco do contratorpedeiro de aproximadamente 10 m. Acredita-se que os homens a bordo do USS Cole pensaram que o barco era um daqueles que geralmente se dedicavam à coleta de lixo. A bomba explodiu enquanto a tripulação se preparava para o almoço. A equipe tentou minimizar os danos ao maquinário e às áreas mais importantes do navio e conseguiu controlar os problemas durante a tarde. Os mergulhadores examinaram o casco e a quilha, determinando que a quilha não havia sido danificada.
17 marinheiros morreram e mais de 39 ficaram feridos por estilhaços. Os feridos foram enviados para um centro médico perto de Ramstein, na Alemanha, e depois para os Estados Unidos. O atentado foi o ataque mais mortal contra a Marinha dos EUA desde o ataque iraquiano ao USS Stark (FFG-31) em 17 de maio de 1987.
O ataque foi dirigido e organizado pela organização terrorista Al Qaeda com a imolação de seus militantes Ibrahim al-Thawr e Abdullah al-Misawa.

## Responsabilidade
Em 14 de março de 2007, um tribunal federal dos Estados Unidos liderado pelo juiz Robert Doumar decidiu que o governo sudanês era responsável pelo planejamento do atentado. A decisão do tribunal foi emitida em resposta ao processo que algumas das vítimas do ataque apresentaram contra o governo daquele país.